# Berg (futebolista)
Ninimbergue dos Santos Guerra, mais conhecido como Berg (Manaus, 16 de março de 1963 — Rio de Janeiro, 11 de julho de 1996), foi um futebolista brasileiro que atuou como meio-campista.
Se destacou como meia-esquerda do Botafogo.

## Vida e carreira
Começou no Comercial, clube amador de Manaus e em 1975, iniciou nas equipes inferiores do São Raimundo.
Teve o passe comprado pelo Atlético Rio Negro Clube onde, em 1981, foi campeão júnior da Taça Amazonas.
Foi a grande revelação do futebol amazonense em 1982, atuando pelo Rio Negro. Nesse ano, foi Campeão Amazonense, quebrando uma sequencia de seis anos do Nacional.
Berg foi descoberto pelo então presidente do Botafogo, Sr. Emil Pinheiro, e chegou ao clube após o Brasileirão de 1983. Ficou por empréstimo em 83, sendo contratado no fim do ano.
Mesmo com o Botafogo longe do título da Copa União de 1987 (terminou em nono lugar entre 16 clubes), conquistou a Bola de Prata da Placar como melhor ponta-esquerda do Brasil.
Durante as férias, numa pelada de Showball na Europa, arrebentou os ligamentos do joelho e ficou praticamente dois anos afastado dos campos. Mesmo assim, integrou os elencos que ganharam o Campeonato Carioca em 1989 e 90.
Seu último clube profissional foi o América de Rio Preto, que defendeu no estadual de 1996.

## Morte
Morreu em 1996, após um infarto, quando jogava futebol com amigos no Rio de Janeiro. Era casado e deixou uma filha, recém-nascida à época.
Berg dá nome hoje a um dos principais ginásios poliesportivos da capital amazonense. Seu irmão, Berg Guerra, cantor, adotou apelido do jogador, e, desde então, realiza shows de música brega no Norte do Brasil.

## Títulos
Rio Negro
- Campeonato Amazonense: 1982

Coritiba
- Campeonato Paranaense: 1989

Botafogo
- Campeonato Carioca: 1990
- Copa Conmebol:  1993

### Prêmios individuais
- Bola de Prata da revista Placar: 1987